# La Harengère

La Harengère este o comună în departamentul Eure, Franța. În 1 ianuarie 2022 avea o populație de 598 de locuitori.